# ديكي ماتسوكا
ديكي ماتسوكا (باليابانية: 松岡大起) هو لاعب كرة قدم ياباني في مركز الوسط، ولد في 1 يونيو 2001 في كوماموتو في اليابان. لعب مع ساغان توسو.

## وصلات خارجية
- ديكي ماتسوكا على موقع رابطة كرة القدم اليابانية للمحترفين (اليابانية)
- ديكي ماتسوكا على موقع إي إس بي إن إف سي (الإنجليزية)
- ديكي ماتسوكا على موقع قاعدة بيانات كرة القدم.إي يو (الإنجليزية)
- ديكي ماتسوكا على موقع Soccerbase.com (لاعب) (الإنجليزية)
- ديكي ماتسوكا على موقع Soccerway.com (الإنجليزية)
- ديكي ماتسوكا على موقع عالم كرة القدم.نت (الإنجليزية)